# Резвін Оксана Миколаївна
Оксана Миколаївна Резвін (нар. 11 лютого 1973) — українська футболістка, півзахисниця.

## Життєпис
Футбольну кар'єру розпочала в столичній «Арені-Господар». Учасниця першого розіграшу незалежного чемпіонату України серед клубів Вищої ліги. У складі київського клубу відіграла два сезони, у Вищій лізі провела 36 матчів та відзначилася 1 голом. У 1993 році стала володаркою «золотого дубля» (того року «Арена» стала переможницею національного чемпіонату та кубку). По завершенні тріумфального для київського колективу сезону через фінансові проблеми клуб було розформовано. Всі гравчині отримали статус вільних агентів. У 1995 році відіграла сезон у київському «Спартаку», за який у Вищій лізі провела 5 матчів.
У 1996 році перейшла до макіївської «Сталі-Ніки-ММК». У команді провела два сезони, за цей час у Вищій лізі зіграла 14 матчів та відзначилася 1 голом. У 1998 році перейшла до запорізького «Графіта», де також провела два роки. За цей час у Вищій лізі зіграла 17 матчів. У жовтні 1998 року тимчасово була внесена до заявки чернігівської «Легенди», у складі якої взяла участь у фінальному матчі Кубка України проти «Донеччанки». У 2001 році перейшла до складу «Донеччанки», у якій відіграла два сезони. За цей час у чемпіонаті України провела 19 матчів та відзначилася 2-а голами. 
У 2003 році підсилила «Харків-Кондиціонер», в команді провела три сезони (протягом цього періоду часу харківська команда виступала під різими назвами), у чемпіонаті України зіграла 37 матчів та відзначилася 3-а голами. Разом з харків'янками двічі ставала переможницею національного чемпіонату та двічі вигравала кубок України. Напередодні старту сезону 2006 року повернулася до «Донеччанки», за яку зіграла 5 матчів у Вищій лізі. По завершенні сезону 2006 року закінчила футбольну кар'єру.

## Досягнення
«Арена»
- Вища ліга чемпіонату України
  -  Чемпіон (1): 1993
  -  Срібний призер (1): 1992

- Кубок України
  -  Володар (1): 1993
  -  Фіналіст (1): 1992

«Спартак» (Київ)
- Вища ліга чемпіонату України
  -  Бронзовий призер (1): 1995

«Сталь-Ніка-ММК»
- Вища ліга чемпіонату України
  -  Бронзовий призер (1): 1996

«Графіт» (Запоріжжя)
- Вища ліга чемпіонату України
  -  Бронзовий призер (2): 1998, 1999

«Легенда»
- Кубок України
  -  Фіналіст (1): 1998

«Донеччанка»
- Вища ліга чемпіонату України
  -  Срібний призер (1): 2001
  -  Бронзовий призер (1): 2002

- Кубок України
  -  Фіналіст (1): 2001

«Житлобуд-1»
- Вища ліга чемпіонату України
  -  Чемпіон (2): 2003, 2004
  -  Срібний призер (1): 2005

- Кубок України
  -  Володар (1): 2003, 2004
  -  Фіналіст (1): 2005